# 畑山篤
畑山 篤（はたやま あつし、1959年8月9日 - ）は、日本のジャーナリスト。テレビ岩手専務取締役プロジェクト事業局長。元日本テレビ放送網株式会社海外ビジネス推進室長、台湾・黒剣テレビ番組製作副社長。NNN事務局長。
ISSJ（社会福祉法人国際社会事業団）理事。

## 経歴
青森県三戸郡五戸町出身。血液型O型。趣味：スキー、ゴルフ
青森県立八戸高等学校、上智大学外国語学部英語学科卒業。高校在学中に実用英語検定1級合格。大学時代にロータリー財団奨学生として米国に1年間留学。1984年に日本テレビ入社後は報道記者として活動。社会部、外報部、カイロ支局長、ニューヨーク支局長、外報部長、経済部長、解説委員などを務める。グリコ・森永事件、三井物産マニラ支店長誘拐事件、ロス疑惑、湾岸戦争、ユーゴスラビア崩壊、ソマリア内戦、アメリカ同時多発テロ事件など、主に海外ニュースを取材。
2011年12月1日、黒剣テレビ番組製作（台湾）副社長。バラエティやドラマ制作、取材ロケ、観光PR事業、テレビショッピングなどを統括。
2014年6月1日、日本テレビ報道局次長兼マルチニュース制作部長。NN24、BS日テレ深層ニュース、コンテンツデジテル展開。
2015年6月1日、報道局次長兼ネットワークニュース部長。系列各局のニュースギャザリング統括部門。
2016年6月1日、海外ビジネス推進室長。海外への番組販売・フォーマット販売、海外事業者との番組共同制作、東南アジアでのエンタテインメントチャンネル運営などを指揮。
2018年6月20日、（株）テレビ岩手に出向し取締役 報道制作担当・編成局長。
2019年8月31日、日本テレビを定年退職、テレビ岩手に転籍。
2020年4月1日、テレビ岩手取締役　編成・報道制作担当　編成局長兼報道制作局長。
2020年6月、テレビ岩手常務取締役　報道制作局長。
2022年、テレビ岩手専務取締役 プロジェクト事業局長

## 出演番組
- ズームイン!!SUPER

月曜1部・金曜日-2009年4月3日～2010年3月26日
木曜日-2010年4月1日～2011年1月27日
- 情報ライブ ミヤネ屋（読売テレビ制作）